# Božice

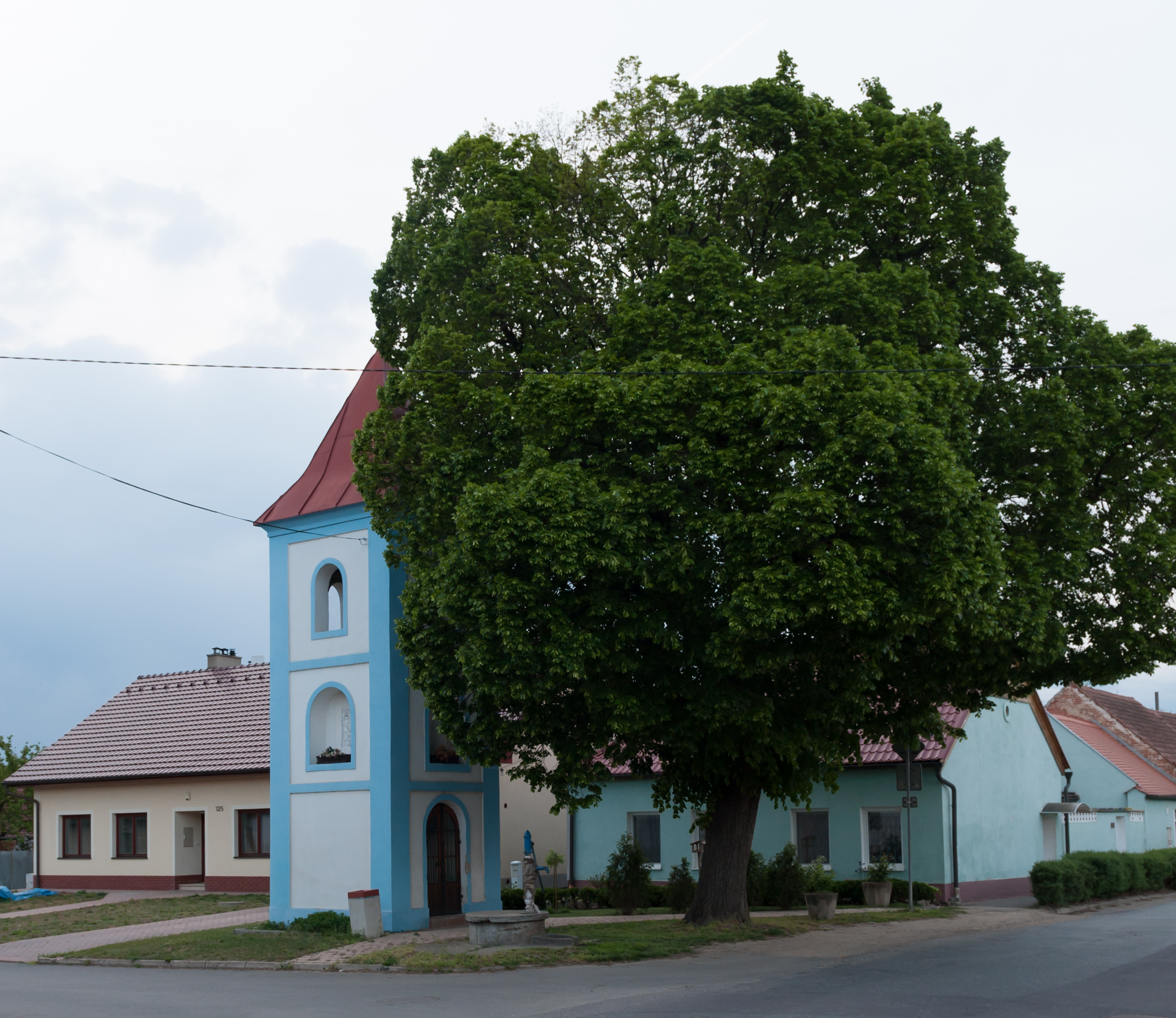
Glockenturm auf dem Dorfplatz

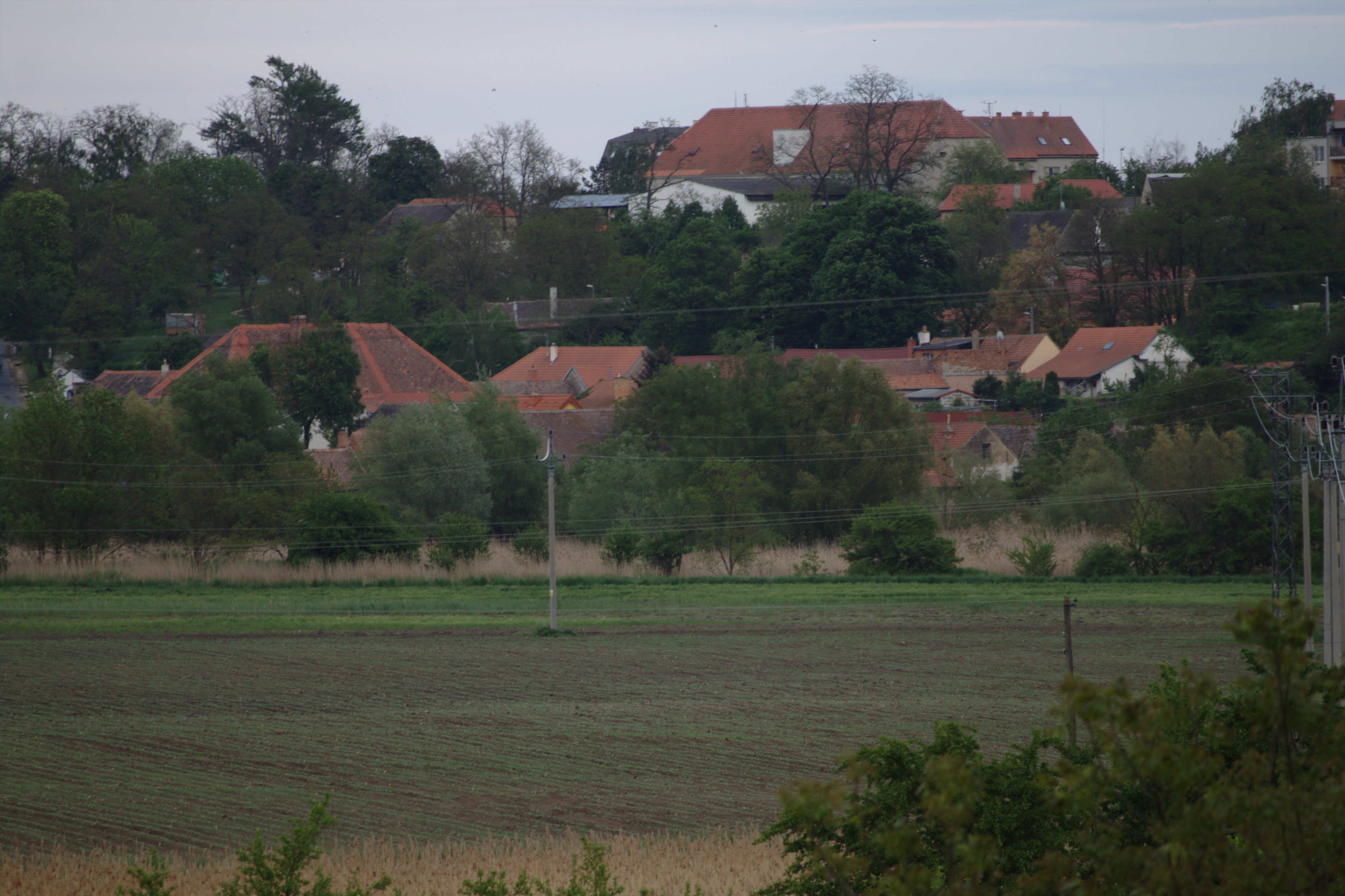
Ortsansicht

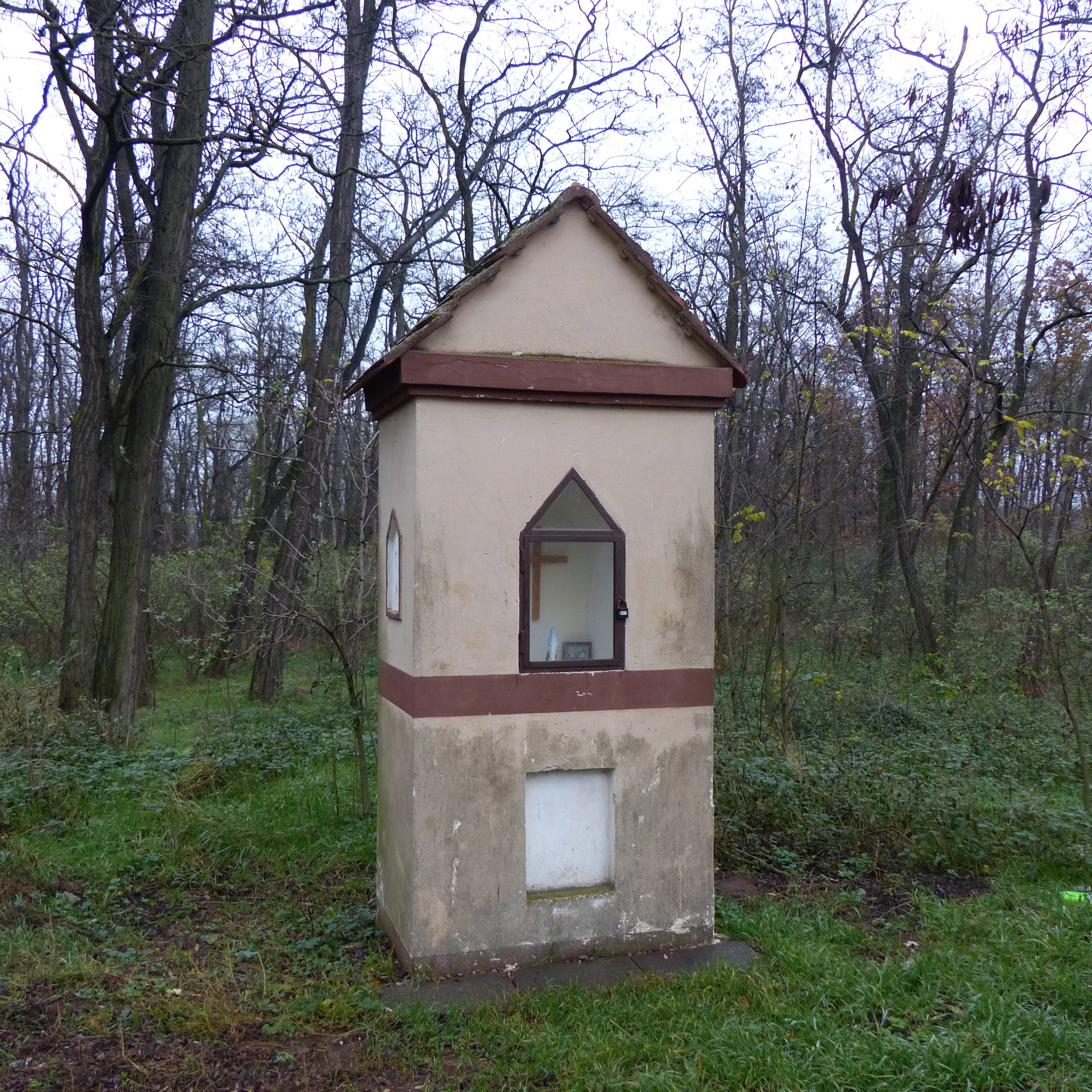
Nischenkapelle des hl. Georg

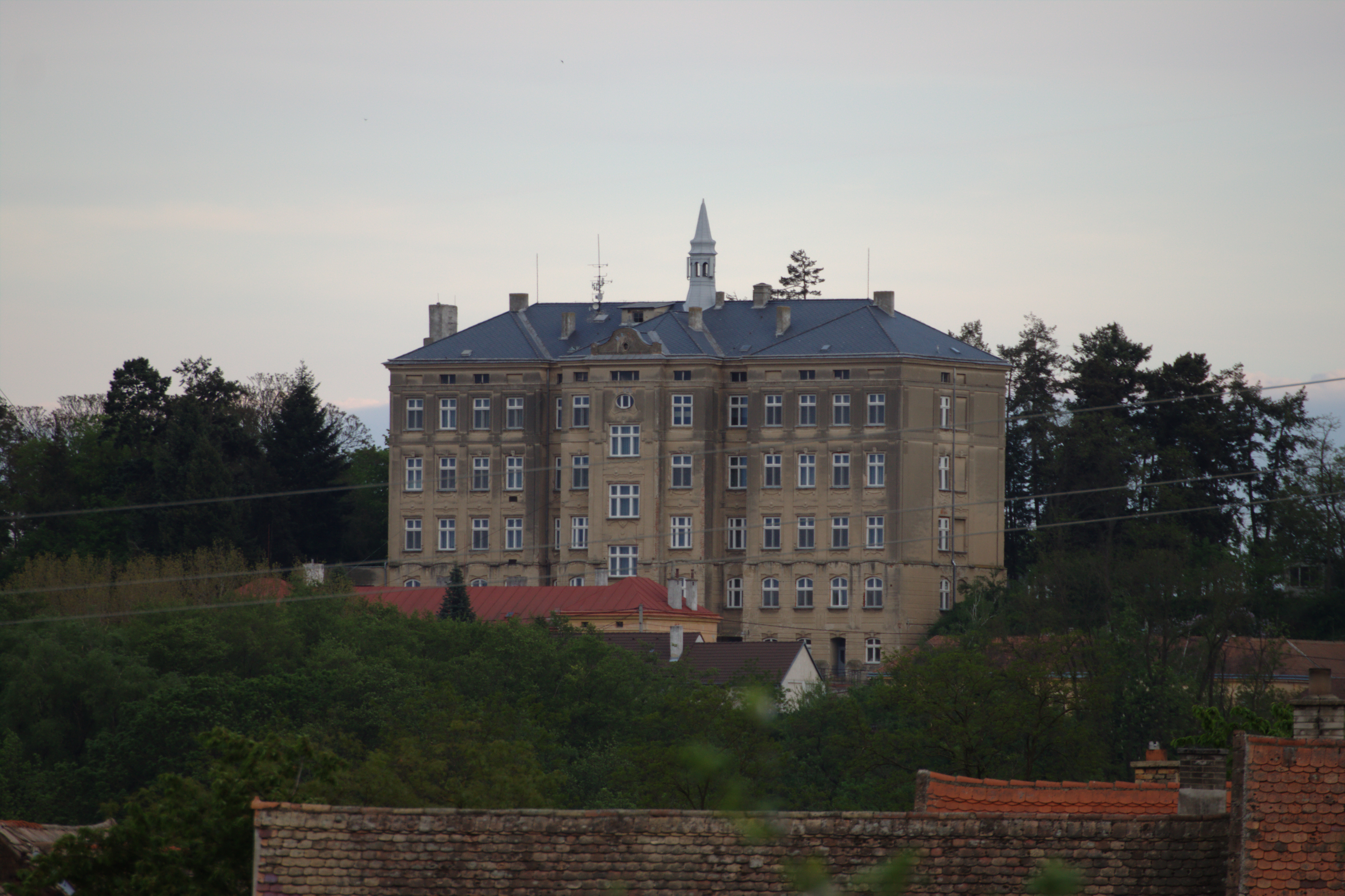
Ehem. Mädchenpensionat Mariahilf in České Křídlovice

Božice (deutsch Possitz) ist eine Gemeinde in Südmähren, Tschechien. Sie liegt 18 km östlich Znojmo und gehört zum Okres Znojmo.

## Geographie
Božice befindet sich rechtsseitig der Jevišovka in der Thaya-Schwarza-Senke.
Nachbarorte sind Mlýnské Domky (Mühlhäuseln) im Norden, Borotice (Borotitz) im Westen, Hrádek u Znojma (Erdberg) im Süden und Pravice (Probitz) im Osten. Der Ort selbst ist als Straßenangerdorf angelegt.

## Geschichte
Die Anlage von Possitz sowie die bairisch-österreichische Ui-Mundart mit ihren speziellen Bairischen Kennwörtern weisen auf eine Besiedlung durch bayrische Stämme hin, wie sie um 1050, aber vor allem im 12./13. Jahrhundert erfolgte. Sie brachten Ackergeräte aus Eisen mit, setzten neue landwirtschaftliche Anbaumethoden sowie die ertragreiche Dreifelderwirtschaft ein.
Im Laufe der Jahrhunderte änderte sich die Schreibweise des Ortes mehrmals. So schrieb man 1225 Boscz, 1306 Bossycz und 1567 Positz bzw. Bositz. Possitz wurde im Jahre 1225 erstmals erwähnt. Damals wurde festgesetzt, dass das Zehent des Ortes an die Kirche in Grillowitz geht. Ab dem 14. Jahrhundert gehörte der Ort zu den Besitzungen des Stifts Selau. Im Jahre 1466 tauschte das Kloster das Dorf Božice bei Benedikt und Ludwig von Weitmühl gegen das Gut Niklowitz ein. Seit dem 16. Jahrhundert war der Ort ein Teil der Herrschaft Joslowitz, auch wurde festgelegt, dass die Gerichtsbarkeit des Ortes über das Urbauer Freigericht lief.
Ab dem Jahre 1570 wurde von einer Täufergemeinde im Ort berichtet. Nach der Schlacht am Weißen Berg und dem Einsetzen der Gegenreformation wurden die Täufer (Hutterer) im Jahre 1622 vertrieben und zogen großteils nach Siebenbürgen weiter. Während des Dreißigjährigen Krieges litt der Ort unter Plünderungen und Kontributionen, so dass im Jahre 1641 von 55 Höfen 43 verödeten. Nach dem Krieg wurde der Ort durch neue Siedler und durch zurückgekehrte Bewohner langsam wieder aufgebaut. Im Ort gab es einen großen Freihof, dem erlaubt war, nur so viele Schafe zu besitzen, dass dem Gemeindevieh in Possitz die Nahrung nicht entzogen werde. Im Jahre 1771 wurde die hölzerne Brücke über den Jaispitzbach durch Eisstoß zerstört. Daraufhin wurde die Brücke aus Ziegeln neu erbaut, doch auch diese wurde 1888 durch das Eis zerstört. Der nächste Bau war eine Eisenkonstruktion.
Ein schwerer Hagel zerstörte im Jahre 1855 die gesamte Ernte. 1860 vernichtete ein Großbrand fast den gesamten Ort und forderte ein Todesopfer. Kaum fünf Jahre später brannte der ganze Unterort ab.
Während des Preussisch-Österreichischen Krieges, im Jahre 1866, besetzten preußische Soldaten den Ort und schleppten die Cholera ein. Diese Seuche forderte viele Opfer unter den Possitzern. Die Matriken wurden bis 1874 bei Groß-Grillowitz geführt. Danach führte der Ort seine Matriken selbst. Im Jahre 1893 wurde eine Schule in Possitz gebaut. Davor waren alle Kinder von Possitz in Groß-Grillowitz eingeschult. Aufgrund der steigenden Kinderanzahl wurde die Schule im Jahre 1906 erweitert. Im Zuge des Eisenbahnausbaues wurde anderthalb Kilometer südlich Possitz am Wirtshaus Hoja eine Bahnstation errichtet. Im Jahre 1891 wurde gemeinsam mit Groß-Grillowitz eine Freiwillige Feuerwehr gegründet. Der größte Teil der Einwohner von Possitz lebte von der Vieh- und Landwirtschaft, wobei der seit Jahrhunderten in Südmähren gepflegte Weinbau keine große Rolle spielte. Die angebauten Weinmengen reichten gerade aus, um den Eigenbedarf des Dorfes zu decken. Weiters wurden neben verschiedenen Getreidesorten auch Mais, Kartoffeln, Rüben, Hülsenfrüchte und verschiedene Obstsorten angebaut. Ebenso war die Jagd auf Rehe, Hasen, Fasane und Rebhühner im Gemeindegebiet sehr einträglich. Neben dem üblichen Kleingewerbe gab es noch eine Raiffeisenkasse und eine Milchgenossenschaft.
Nach dem Ersten Weltkrieg fiel die Possitz, dessen Bewohner 1910 zu 99,5 % deutschsprachig  waren, an die Tschechoslowakei. Maßnahmen wie die Bodenreform und die Sprachenverordnung folgten, wodurch es durch Siedler und neu besetzte Beamtenposten zu einem vermehrten Zuzug von Personen tschechischer Nationalität kam. 1921 eröffnete eine tschechische Minderheitenschule. Bei der Wahl zum Nationalrat 1925 erhielten die deutschen Parteien 511 Stimmen, die tschechischen 28, die Kommunisten 64, die jüdische Partei 6. Bei der Durchführung der Bodenreform im Jahre 1926 kam es am Bahnhof Possitz-Joslowitz zu Ausschreitungen gegen die Verteilungskommission, da fast alles Land an tschechische Siedler verteilt wurde. Im selben Jahre entstand im Vorfeld der Gründung einer tschechischen Kolonie ein neues Schulhaus für die tschechische Schule; unterrichtet wurden darin auch die tschechischen Kinder aus der Bahnhofssiedlung und dem Alten Karlhof (Starý Karlov) sowie die der tschechischen Beamten. 1927 wurde östlich des Dorfes die tschechische Kolonie Molíkov angelegt. Ab 1936 wurde ein Wochenmarkt eingeführt, der immer Montags stattfand. Mit dem Münchner Abkommen wurde Possitz zum 1. Oktober 1938 ein Teil des deutschen Reichsgaus Niederdonau. 1939 wurde Possitz mit Groß-Grillowitz zur Gemeinde "Neuweidenbach" zusammengelegt.
Nach dem Ende des Zweiten Weltkrieges, der 73 Opfer unter den Possitzern forderte, kam die Gemeinde am 8. Mai 1945 wieder zur Tschechoslowakei zurück. Zugleich erfolgte die Wiederherstellung der alten Verwaltungsstrukturen, die Gemeinde Neuweidenbach wurde aufgelöst. Erster tschechischer Bürgermeister war von 1945 bis 1946 Ladislav Smrček aus der Kolonie. Viele Possitzer flohen wegen der einsetzenden Schikanen durch tschechische Milizen über die nahe Grenze nach Österreich. Andere wurden am 12. August 1945 in einer „wilden Vertreibung“ hinüber getrieben. Zwischen dem 9. Juli und dem 18. September 1946 erfolgte die Zwangsaussiedlung der letzten 50 deutschen Bewohner nach Westdeutschland. Die in Österreich befindlichen Vertriebenen wurden entsprechend den im Potsdamer Abkommen genannten Zielen bis auf 290 Personen nach Deutschland abgeschoben.
1948 wurde die Gemeinde dem Okres Mikulov zugeordnet. Im selben Jahr erfolgte die Aufhebung des Katastralbezirks Křížovice Pustina (Oedung Krzizowitz), dessen Gebiet dem Kataster von Božice zugeschlagen wurde und dessen nördlichen Teil bildet. Zum Jahreswechsel 1948/49 bildete sich in der Gemeinde eine Gruppe der antikommunistischen Untergrundorganisation "Světlana". Zum 1. Januar 1951 wurde České Křídlovice mit Božice zu einer Gemeinde mit der vorläufigen Bezeichnung České Křídlovice-Božice zusammengeschlossen, deren Name am 21. Juni 1951 durch das Innenministerium in Božice geändert würde. Im Zuge der Gebietsreform von 1960 kam Božice nach der Aufhebung des Okres Mikulov wieder zum Okres Znojmo zurück. Am 1. Juli 1980 wurden Borotice, Čejkovice und Heřmanov zu Božice angeschlossen. Der Ortsteil České Křídlovice wurde 1984 aufgehoben. Čejkovice, Heřmanov und Borotice lösten sich 1990 wieder von Božice los.

### Gruppe der "Světlana"
Nach dem Februarumsturz schloss sich Ende 1948 der Gastwirt und ehemalige Partisan Antonín Daňek – ein Mitglied der Ortsgruppe der KSČ – unter dem Decknamen "Leutnant Vlk" der antikommunistischen Untergrundgruppe "Světlana" an. Zu Beginn des Jahres 1949 bildete sich in Božice eine kleine Gruppe der "Světlana", der Anfang März neun Personen, darunter auch der stellvertretende Kommandeur der örtlichen SNB-Station, Fähnrich Švarc, angehörten. Zum ersten Jahrestag des Februarumsturzes führte die Gruppe in der Nach vom 24. zum 25. Februar 1949 eine große Flugblattaktion in Božice durch. Da die Staatssicherheit Ende Februar eine erste Verhaftungsaktion vorbereitete, wurden die davon bedrohten Führungspersonen der Gruppe "Světlana-Makyta", Josef Matúš ("Leutnant Maruška") und František Mana ("Sergeant Vrba"), auf Anordnung der Oberbefehlshaber der Gruppe Antonín Slabík und Rudolf Lenhard, nach Božice geschickt. Daňek organisierte am 2. März einen Unterschlupf im Ort; nach einigen Tagen kam auch Lenhard für eine Nacht nach Božice. Am 7. März fuhren Daňek, Matúš und Mana nach Brünn und trafen sich am nächsten Tag in Komořany mit Slabík. Daněk reiste wieder nach Hause, nachdem Slabík seine Bitte nach einem Motorrad für weitere Flugblattaktionen und andere illegale Aktivitäten abgelehnt hatte. Am 10. März kündigten sich Matúš und Mana wieder bei Daněk an, um Unterschlupf zu finden. Am gleichen Tage begann eine Polizeiaktion gegen die Mitglieder der "Světlana". Als Matúš und Mana am Abend des nächsten Tages in Božice ankamen, bemerkten sie auf dem Weg vom Bahnhof ein verdächtiges Auto mit Brünner Kennzeichen, das dann wieder ins Dorf fuhr. Im Wirtshaus erfuhr Mana von Daněks Frau, dass die Kriminalpolizei im Haus sei und nach Daněk, der sich versteckt hatte, suchte. Matúš und Mana verließen Božice schnell über die Felder nach Hodonice, auf dem Weg vergruben sie belastende Drucke wie Flugblätter und Blankoformulare für den Eid der "Světlana". Mit dem ersten Morgenzug fuhren sie nach Břeclav und erfuhren in Poteč bei Matúš´ Schwester von der Verhaftung eines Teils der Gruppe während der zweitägigen Polizeiaktion.
Bei einer Großaktion der Staatssicherheit und des SNB wurde der untergetauchte Antonín Daňek am 15. Mai 1949 im Ort erschossen. Der ehemalige Bürgermeister Smrček wurde 1951 im Schauprozess gegen die "Světlana" zu einer Zuchthausstrafe verurteilt.

## Gemeindegliederung
Für die Gemeinde Božice sind keine Ortsteile ausgewiesen. Zu Božice gehören die Ansiedlungen České Křídlovice (Böhmisch Grillowitz), Mlýnské Domky, U Nádraží, Kolonie u Dvora und Na Posádce. Grundsiedlungseinheiten sind Božice, Božice-u nádraží, České Křídlovice, Kolonie u Dvora und Mlýnské Domky.
Das Gemeindegebiet gliedert sich in die Katastralbezirke České Křídlovice und Božice.

## Wappen und Siegel
Das Gemeindesiegel stammt aus dem Jahre 1640. Es zeigt innerhalb einer Umschrift ein Siegelrund, das durch einen senkrechten Strich in zwei Hälften geteilt wird. In der linken Hälfte ist ein Pflugeisen und in der rechten Hälfte ein Pflugmesser abgebildet. Im 19. Jh. wurde ein schlichtes Schriftsiegel eingeführt. Dieses wurde im Jahre 1932 zweisprachig.
Das historische Wappen des Ortes zeigt die linke Hälfte des Siegelrunds in Silber und die rechte Hälfte in Rot. Das Pflugeisen ist in Rot und das Pflugmesser in Silber gehalten.
Nach dem Zweiten Weltkrieg wurden die Farben geändert. Das Wappen zeigt nun Pflugeisen und Pflugmesser in Gold auf blauem Schild.

## Bevölkerungsentwicklung
| Volkszählung | Einwohner gesamt | Volkszugehörigkeit der Einwohner | Volkszugehörigkeit der Einwohner | Volkszugehörigkeit der Einwohner |
| Jahr         | Einwohner gesamt | Deutsche                         | Tschechen                        | Andere                           |
| ------------ | ---------------- | -------------------------------- | -------------------------------- | -------------------------------- |
| 1880         | 1058             | 1054                             | 4                                | 0                                |
| 1890         | 1042             | 1039                             | 3                                | 0                                |
| 1900         | 1137             | 1136                             | 1                                | 0                                |
| 1910         | 1122             | 1117                             | 4                                | 0                                |
| 1921         | 1234             | 1131                             | 79                               | 24                               |
| 1930         | 1314             | 1104                             | 200                              | 10                               |

## Sehenswürdigkeiten
- Glockenturm, nach einem Brand 1862 neuerrichtet
- Statue des hl. Donatus, geschaffen 1908, auf einem erhöhten Platz im südlichen Teil des Dorfes
- Statue der Madonna mit Jesuskind aus Jahre 1926, vor der Villa Thavon. Der Sockel trägt das Wappen von Max von Mayer-Ahrdorff.
- Bildsäule an der Straße nach Hrádek
- Villa Thavon (Prälatenvilla) mit weitläufigem Garten und exotischen Bäumen. Seine Kunstsammlungen überließ der Prälat Max von Mayer-Ahrdorff dem Museum in Znaim.
- Rathaus: ehemaliges Herrschaftsgebäude (1834)
- Kriegerdenkmal (1921), 1945 abgerissen
- Unterirdische Gänge und Kammern (Erdställe) am Tančící kopec (Tanzberg), die als Verstecke und Vorratsräume für Kriegs- und Notzeiten angelegt worden sind. Die größte Kammer ist mit gebrannten Ziegeln eingewölbt, 10 m tief, 60–70 m lang und hatte ursprünglich drei brunnenartige Einstiege.
- Denkmal der Befreiung, errichtet 1975 auf dem Gelände der Schule. Es wurde um 1991 entfernt und 2005 auf einem Privatgrundstück am Fuße des Tančící kopec wieder aufgestellt.
- Nischenkapelle des hl. Georg, in einem Wäldchen am südöstlichen Ortsrand

## Im Ort lebten und wirkten
- Max Mayer-Ahrdorff († 1928), Heimatdichter